# Pycnomerus quercus
Pycnomerus quercus är en skalbaggsart som beskrevs av Christian Friedrich Stephan 1989. Pycnomerus quercus ingår i släktet Pycnomerus och familjen barkbaggar. Inga underarter finns listade i Catalogue of Life.